# Monastère de la Visitation de Troyes
Pour les articles homonymes, voir Monastère de la Visitation (homonymie).
Le monastère de la Visitation est un édifice situé dans la ville de Troyes, dans l'Aube en région Grand Est.

## Histoire
Les siècles des principales campagnes de construction sont le 3e quart du XVIIe siècle, le 4e quart du XVIIIe siècle et le XIXe siècle.
Les façades et les toitures de l'ensemble des bâtiments conventuels du XIXe siècle, de la Ferme du XVIIIe siècle, la galerie du cloître, le sol du jardin, les parties subsistantes du mur de clôture ancien sont inscrites au titre des monuments historiques par arrêté du 4 mai 1984. La chapelle, les façades et les toitures du bâtiment attenant du XVIIe siècle sont classées au titre des monuments historiques par arrêté du 4 mai 1984.